# Catriona MacColl
Catriona MacColl (Londra, 3 ottobre 1954) è un'attrice britannica.

## Biografia
Il suo ruolo più importante è stato nel 1979, quando interpretò il ruolo della protagonista nel film Lady Oscar. Famosa in Italia per aver preso spesso parte come protagonista nelle pellicole horror di Lucio Fulci, nel 2004 decise di abbandonare il cinema e aprire un hotel rurale.

## Filmografia parziale

### Cinema
- Un uomo in premio (Le dernier amant romantique), regia di Just Jaeckin (1978)
- Lady Oscar, regia di Jacques Demy (1979)
- Le Fils puni, regia di Philippe Collin (1980)
- Paura nella città dei morti viventi, regia di Lucio Fulci (1980)
- ...e tu vivrai nel terrore! - L'aldilà, regia di Lucio Fulci (1981)
- Quella villa accanto al cimitero, regia di Lucio Fulci (1981)
- La spada di Hok (Hawk the Slayer), regia di Terry Marcel (1981)
- Les diplômes du dernier rang, regia di Christian Gion (1982)
- Power Game, regia di Fausto Canel (1983)
- Man Eaters (Mangeuses d'hommes), regia di Daniel Colas (1988)
- Trois places pour le 26, regia di Jacques Demy (1988)
- Jeniec Europy, regia di Jerzy Kawalerowicz (1989)
- Occhi nel buio (Afraid of the Dark), regia di Mark Peploe (1991)
- Prova di memoria, regia di Marcello Aliprandi (1992)
- Le bal des casse-pieds, regia di Yves Robert (1992)
- La figlia di un soldato non piange mai (A Soldier's Daughter Never Cries), regia di James Ivory (1998)
- Saint Ange, regia di Pascal Laugier (2004)
- Un'ottima annata (A Good Year), regia di Ridley Scott (2006)
- The Mother of Toads, episodio di The Theatre Bizarre, regia di Richard Stanley (2011)
- A Long Way from Home, regia di Virginia Gilbert (2013)
- Chimères, regia di Olivier Beguin (2013)
- Colpo d'amore (The Love Punch), regia di Joel Hopkins (2013)
- Horsehead, regia di Romain Basset (2014)

### Televisione
- Brigade des mineurs - serie TV, episodio 1x01 (1977)
- Les moyens du bord - film TV, regia di Bernard Toublanc-Michel (1979)
- Sherlock Holmes e il dottor Watson (Sherlock Holmes and Doctor Watson) – serie TV, episodio 1x16 (1980)
- L'inspecteur mène l'enquête - serie TV, episodio 1x28 (1980)
- La Peau de Chagrin - film TV (1980)

## Doppiatrici italiane
Nelle versioni in italiano delle opere in cui ha recitato, Catriona MacColl è stata doppiata da:
- Serena Verdirosi in Quella villa accanto al cimitero, ...e tu vivrai nel terrore! - L'aldilà, Paura nella città dei morti viventi
- Cinzia De Carolis in Lady Oscar
- Laura Boccanera in La figlia di un soldato non piange mai
- Carmen Onorati in Saint Ange